# プログレスM-04M
プログレスM-04Mはロシア連邦が2010年2月に国際宇宙ステーション(ISS)の補給のために打ち上げたプログレス補給船。NASAではProgress 36Pなどと称される。ズヴェズダのaftポートにドッキングした。

## 打ち上げ・ドッキング
M-04Mは2010年2月3日3時45分(UTC)にバイコヌール宇宙基地1/5発射台からソユーズ-Uで打ち上げられた。その3日後、2月5日4時26分(UTC)ズヴェズダのaftポートにドッキングした。
このドッキングによって、既にドッキングしているソユーズTMA-16、TMA-17、プログレスM-03Mの3機を含め、ロシアの宇宙機4機がISSに初めて同時にドッキングしている状態となった。これは5月10日まで続けられ、M-04MのISS離脱後、スペースシャトルアトランティスによるSTS-132のラスヴェットの到着に備えてTMA-17はズヴェズダのaftポートに移動された。
M-04Mは2686kgの載貨を運び、これにはロシア区画のシステムに使われる水、軌道での操作用とステーション用の補充燃料、食品と医療用品などがつまれていた。

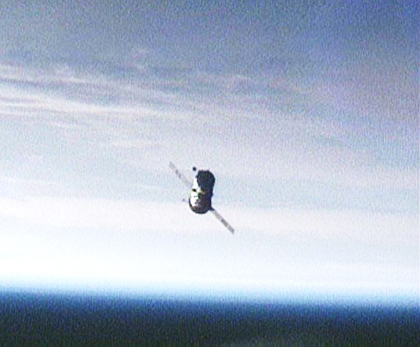
ドッキング解除後のプログレス M-04M

## ドッキング解除・軌道離脱
5月7日、ロシア連邦宇宙庁のミッションコントロールはISSの搭乗員が不用品をM-04Mに積み、ドッキング解除に向けて準備していると発表した。M-04Mは予定通り2010年5月10日にドッキングを解除した。ドッキング解除の指令は11時13分(UTC)に発せられ、3分後にズヴェズダモジュールから切り離された。ISSに搭乗していたスクボルソフとコルニエンコは写真やビデオカメラでドッキング接続部のOリングシールの紛失や損傷がないか確認するためにプログレスのドッキング機構に注視してドッキング解除を監視した。
ドッキング解除後、2ヶ月間ほど自律飛行を行い、M-04Mの船体と地球大気の反射特性を研究する反射地球物理学実験の一翼を担った。
M-04Mは2010年7月1日に太平洋上で軌道を離脱し、13時45分に燃焼を開始、14時40分頃燃え残りが南緯37度47分、西経235度9分の太平洋南部に墜落した